# Galgahévíz
Galgahévíz ist eine ungarische Gemeinde im Kreis Aszód im Komitat Pest.

## Geografische Lage
Galgahévíz liegt fünf Kilometer südöstlich der Stadt Aszód an dem Fluss Galga. Nachbargemeinden sind  Hévízgyörk und Tura.

## Geschichte
Galgahévíz wurde 1214 erstmals urkundlich erwähnt.

## Gemeindepartnerschaften
- Rahden, Deutschland (seit 1995)

## Sehenswürdigkeiten
- Heimatgeschichtliche Sammlung (Helytörténeti Gyűjtemény)
- Römisch-katholische Kirche Szent Miklós, erbaut 1718–1721 (Barock)

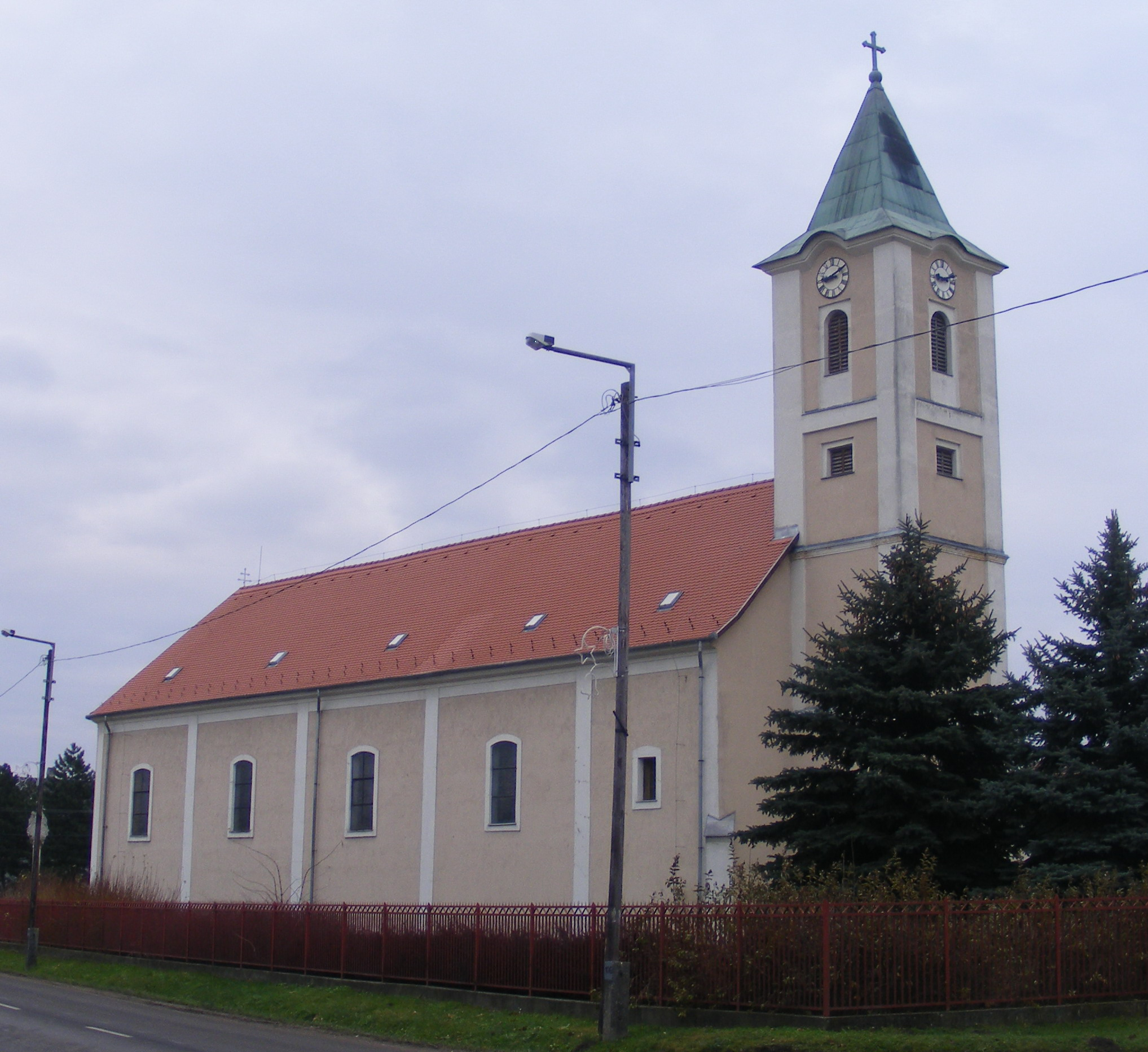
Römisch-katholische Kirche Szent Miklós in Galgahévíz

## Verkehr
Durch Galgahévíz verläuft die Landstraße Nr. 3105. Der Bahnhof befindet sich nördlich des Ortes jenseits des Flusses Galga. Die Gemeinde ist angebunden an die Eisenbahnstrecke von Hatvan zum Budapester Ostbahnhof.